# Судост
Судост (на руски: Судость; на украински) е река в Русия (Брянска област) и Украйна (Черниговска област), десен приток на Десна (ляв приток на Днепър). Дължина 208 km. Площ на водосборния басейн 5850 km².
Река Судост води началото си от южните части на Смоленско-Московското възвишение, в централната част на Брянска област на Русия, на 215 m н.в., на 3 km северно от село Новоселки. По цялото си протежение тече предимно в южна посока през слабохълмисти райони, предимно в плитка долина. Последните 15 km протича през крайния североизточен ъгъл на Черниговска област на Украйна и се влива отдясно в река Десна (ляв приток на Днепър), на 124 m н.в., на 2 km югоизточно от село Мурави, Черниговска област на Украйна. Основни притоци: леви – Копил, Крупец, Рожок, Гнилая, Войновка; десни – Рош, Пес, Уса, Коста, Бобровник, Бойня, Вабля, Вара. Има предимно снежно подхранване. Среден годишен отток на 25 km от устието 18,9 km³/s. Замръзва през ноември или декември, а се размразява в края на март или началото на април. По бреговете на реката са разположени множество населени места, в т.ч. град Почеп, сгт Погар и районния център село Жирятино в Брянска област.